# اوبایتابا
یوبایتابا (به پرتغالی: Ubaitaba) یک شهرستان برزیل در برزیل است که در باهیا واقع شده‌است.